# Shotgate
Shotgate is een civil parish in het bestuurlijke gebied Basildon, in het Engelse graafschap Essex.